# Instynkt

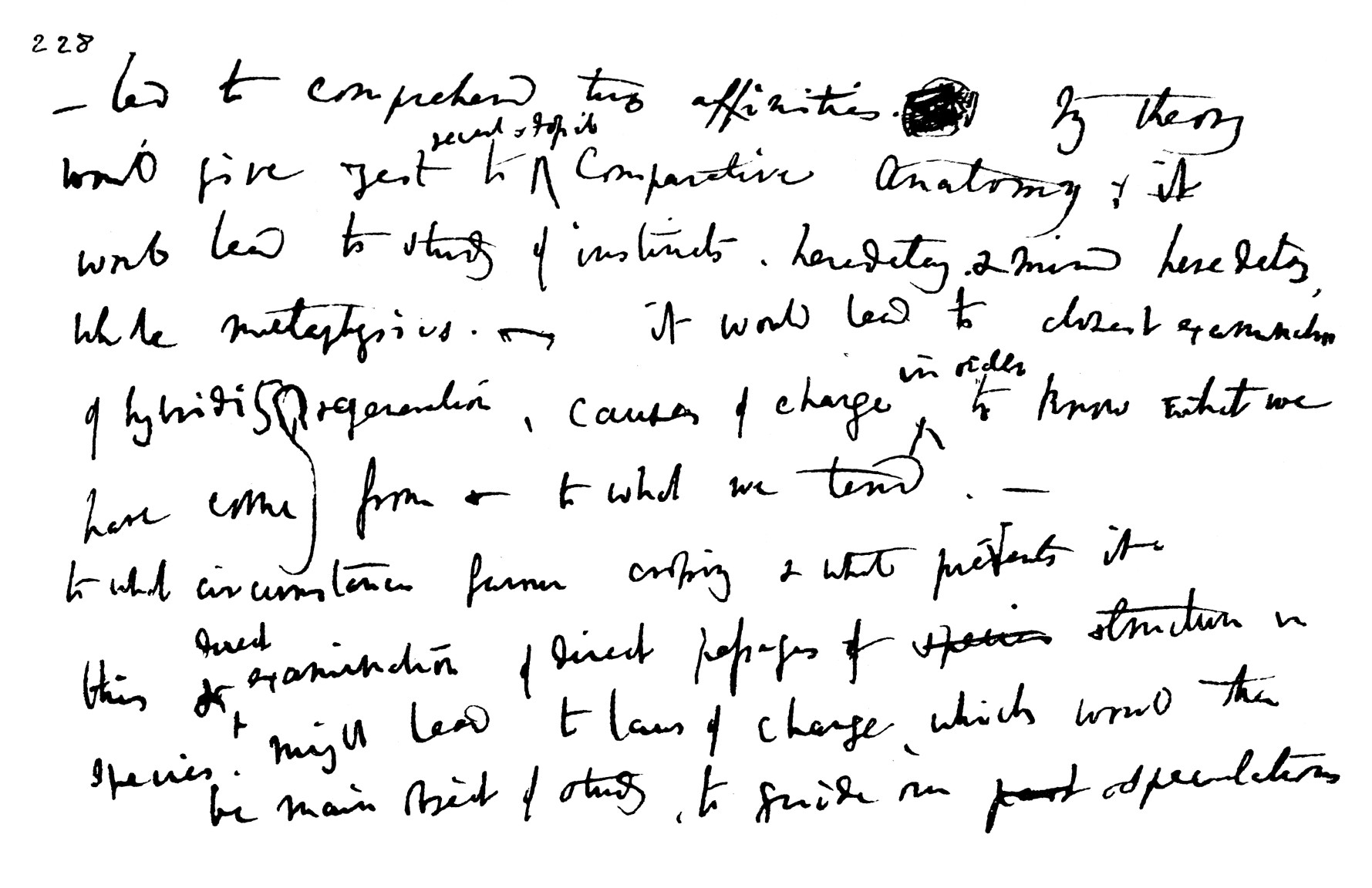
Notatka Karola Darwina, w której przewiduje, że jego teoria ewolucji będzie miała zastosowanie m.in. w badaniu instynktów.

Instynkt (łac. instinctus – podnieta, popęd) – dyspozycja biopsychiczna, która powoduje, że osobnik w nią wyposażony zachowuje się (lub pragnie się zachowywać) w określony sposób, a także "wrodzona zdolność wykonywania pewnych czynności stereotypowych, niewyuczonych, mniej lub bardziej skomplikowanych swoistych dla danego gatunku istotnych dla jego przetrwania". Pojęcie to w nauce o zachowaniu jest różnie definiowane, a w języku potocznym kojarzone jest z intuicją i zachowaniami, które nie są wynikiem racjonalnego i świadomego namysłu.
W etologii instynkt definiowany jest jako wrodzona i dziedziczna zdolność zwierząt (łącznie z człowiekiem) do wykonywania ciągu zachowań napędzanych przez popędy, wywoływanych i kierowanych przez odpowiednie bodźce zewnętrzne, prowadzących do skutków koniecznych dla życia osobnika lub utrzymania gatunku.
W zachowaniu instynktowym biorą udział mechanizmy wyzwalające i efektorowe (np. ruchowe). Zachowania takie składają się z dwóch etapów – fazy przygotowawczej (zachowanie apetencyjne) i końcowej, czyli zaspokajającej (zachowanie konsumacyjne). Zasadniczo zachowania instynktowe wyzwalane są przez kluczowy, konkretny bodziec, jednak mogą się pojawić również bez niego, jako działania upustowe. Mogą pojawić się również działania przerzutowe, czyli zachowania z instynktu innego niż aktualnie wykonywany (np. pocieranie twarzy, czyli zachowanie z instynktu pielęgnacji ciała podczas ucieczki).
Przykładem zachowania wynikającego z instynktu jest karmienie piskląt przez ptaki, gdzie czynnikiem wyzwalającym jest rozwarty dziób. Zachowanie to jest na tyle automatyczne, że wyzwalane jest nie tylko przez widok dziobów własnego potomstwa, ale też przez widok modeli. Czasem z braku możliwości właściwej realizacji instynktu (np. braku odpowiedniego materiału do budowy domku przez chruściki), możliwe jest zachowanie odmienne (np. wybranie innego materiału), co jest określane jako plastyczność instynktu. U zwierząt o bardziej rozbudowanym układzie nerwowym i systemie zachowań dziedziczone bywają zdolności do wykonywania czynności instynktowych, które są rozwijane w miarę nauki i nabierania doświadczenia.
Przykładowe instynkty: pokarmowy, pobierania wody, pobierania soli mineralnych (np. soli z lizawki), oddechowy (u zwierząt wtórnie wodnych, gdyż u zwierząt lądowych oddychanie jest nieskomplikowanym odruchem), pielęgnacji ciała, rozrodczy (wraz z terytorializmem) i opieki nad potomstwem, snu. W potocznym języku wiele innych zachowań również bywa nazywane instynktownymi, jednak nie spełniają one etologicznej definicji tego pojęcia. W oparciu o etologiczne kryteria nie da się wyróżnić instynktu samozachowawczego, zwanego również instynktem przetrwania, gdyż zachowania tak określane nie są schematycznym łańcuchem, a często nie są działaniami, lecz zaniechaniami. Wiele zachowań określanych jako instynkt samozachowawczy to proste odruchy (np. odruch wymiotny, odruchy repulsyjne itp.), taksje i tropizmy oraz zachowania związane ze strachem i agresją i utrzymaniem dystansu biologicznego (analogicznego do dystansów personalnych). Kryteriów tych nie spełnia również tzw. instynkt stadny. Podobnie "instynkt macierzyński" nie odnosi się do instynktu, a do wyuczonego zachowania.
Władysław Witwicki do instynktów zaliczył również ambicję z racji powszechności jej występowania, mimowolności pojawiania się oraz z powodu jej znaczenia dla rozwoju jednostek i całych społeczności.
Karol Darwin zachowaniom instynktowym przypisuje następujące cechy: "Czynność, którą wykonuje zwierzę, zwłaszcza młode, bez żadnego poprzedniego doświadczenia i wykonuje ją wiele osobników w jednakowy sposób, bez znajomości celu, to czynność taką nazywamy instynktowną"
W nauce Iwana Pawłowa o wyższych czynnościach nerwowych instynkty nazywane są złożonymi odruchami bezwarunkowymi.